# Phare de Salacgrīva
Le phare de Salacgrīva (en letton : Salacgrīva bāka) est un ancien phare  qui est situé à Salacgrīva dans la région de Vidzeme en Lettonie. Il était géré par les autorités portuaires de Riga.

## Description
Le phare a été construit en 1933, à l'embouchure de la rivière Salaca, sur le front de mer du port de Salacgrīva, dans le golfe de Riga. Le phare est une tour carrée en maçonnerie de 8,5 mètres, avec galerie et lanterne rouge.
Il a été désactivé en 1970.
Identifiant : ARLHS : LAT-034 - ex-Amirauté : C-3586 .
|               |
| Golfe de Riga |

|                     |
| Phare de Salacgrīva |

## Phare actuel
Il a été remplacé par un feu d'alignement , d'une hauteur focale de 24 m. C'est une tour métallique à claire-voie, avec un balisage de jour peint en noir et blanc, de 18 m de haut. Son feu isophase émet un éclat rouge de 2 secondes toutes les 4 secondes d'une portée de 9 milles nautiques (environ 17 km).
Identifiant :  Amirauté : C-3587.1 - NGA : 12444 - Numéro Lettonie : UZ-011 .

### Lien connexe
- Liste des phares de Lettonie